# Palmarés da Gazprom-RusVelo
A equipa ciclista profissional russa Gazprom-RusVelo tem tido nos últimos anos as seguintes vitórias:

## RusVelo

### 2012

#### Circuitos Continentais da UCI
| Datas          | Circuito                     | Carreiras                                | Ganhador          |
| 4 de março     | UCI Europe Tour de 2011-2012 | 2.ª etapa da Volta a Múrcia (CRI)        | Alexander Serov   |
| 8 de abril     | UCI Europe Tour de 2011-2012 | 5.ª etapa do Grande Prêmio de Sochi      | Leonid Krasnov    |
| 18 de abril    | UCI Europe Tour de 2011-2012 | 1.ª etapa do Grande Prêmio de Adigueya   | Sergéi Firsánov   |
| 20 de abril    | UCI Europe Tour de 2011-2012 | 3.ª etapa do Grande Prêmio de Adigueya   | Alexander Mironov |
| 22 de abril    | UCI Europe Tour de 2011-2012 | 5.ª etapa do Grande Prêmio de Adigueya   | Victor Manakov    |
| 6 de maio      | UCI Europe Tour de 2011-2012 | 2.ª etapa da Volta à Comunidade de Madri | Sergéi Firsánov   |
| 6 de maio      | UCI Europe Tour de 2011-2012 | Volta à Comunidade de Madri              | Sergéi Firsánov   |
| 7 de julho     | UCI Asia Tour de 2011-2012   | 8.ª etapa da Volta ao Lago Qinghai       | Arthur Ershov     |
| 21 de setembro | UCI Asia Tour de 2011-2012   | 3.ª etapa do Tour da China II            | Leonid Krasnov    |
| 20 de outubro  | UCI Asia Tour de 2012-2013   | 1.ª etapa do Tour de Hainan              | Leonid Krasnov    |

#### Copa do Mundo (pista)
| Datas         | Carreiras                      | Ganhador                                                  |
| 13 de janeiro | Pequim Perseguição por Equipas | Evgeny Kovalev Ivan Kovalev Alexei Markov Alexander Serov |

#### Campeonatos continentais (pista)
| Datas         | Carreiras                                           | Ganhador                                                   |
| 4 de julho    | Campeonato da Europa Perseguição por Equipas sub-23 | Viktor Manakov Ivan Savitskiy Nikolay Zhurkin Matvey Zubov |
| 19 de outubro | Campeonato da Europa Perseguição por Equipas        | Artur Ershov Valery Kaykov Alexei Markov Alexander Serov   |

### 2013

#### Circuitos Continentais da UCI
| Datas          | Circuito                      | Carreiras                              | Ganhador          |
| 17 de abril    | UCI Europe Tour de 2012-2013  | 1.ª etapa do Grande Prêmio de Adigueya | Ilnur Zakarin     |
| 2 de maio      | UCI Europe Tour de 2012-2013  | Memorial Oleg Dyachenko                | Alexander Rybakov |
| 3 de maio      | UCI Europe Tour de 2012-2013  | Grande Prêmio de Moscovo               | Ivan Kovalev      |
| 8 de maio      | UCI Europe Tour de 2012-2013  | 3.ª etapa dos Cinco Anéis de Moscovo   | Serguei Klimov    |
| 30 de maio     | UCI Europe Tour de 2012-2013  | 1.ªa etapa do Tour de Estónia          | Leonid Krasnov    |
| 8 de agosto    | UCI Europe Tour de 2012-2013  | 1.ª etapa da Volta a Portugal          | Alexander Serov   |
| 17 de dezembro | UCI America Tour de 2013-2014 | 1.ª etapa da Volta à Costa Rica        | Evgeny Kovalev    |
| 21 de dezembro | UCI America Tour de 2013-2014 | 5.ª etapa da Volta à Costa Rica        | Alexandr Serov    |

#### Campeonatos nacionais
| Datas       | Carreiras                                 | Ganhador      |
| 21 de junho | Campeonato da Rússia Contrarrelógio (CRI) | Ilnur Zakarin |

#### Copa do Mundo (pista)
| Datas          | Carreiras                                    | Ganhador                                                      |
| 17 de janeiro  | Aguascalientes Perseguição por Equipas       | Evgeny Kovalev Ivan Savitskiy Alexander Serov Nikolay Zhurkin |
| 18 de janeiro  | Aguascalientes Omnium                        | Artur Ershov                                                  |
| 29 de setembro | Campeonato da Rússia Perseguição por Equipas | Artur Ershov Evgeny Kovalev Ivan Savitskiy Alexander Serov    |
| 3 de outubro   | Campeonato da Rússia Madison                 | Ivan Savitskiy                                                |

### 2014

#### Circuitos Continentais da UCI
| Datas        | Circuito                     | Carreiras                                           | Ganhador            |
| 1 de abril   | UCI Europe Tour de 2013-2014 | 1.ª etapa do Grande Prêmio de Sochi                 | Serguéi Lagutín     |
| 2 de abril   | UCI Europe Tour de 2013-2014 | 2.ª etapa do Grande Prêmio de Sochi                 | Roman Maikin        |
| 6 de abril   | UCI Europe Tour de 2013-2014 | Grande Prêmio de Sochi                              | Ilnur Zakarin       |
| 16 de abril  | UCI Europe Tour de 2013-2014 | 1.ª etapa do Grande Prêmio de Adigueya (CRI)        | Ilnur Zakarin       |
| 17 de abril  | UCI Europe Tour de 2013-2014 | 2.ª etapa do Grande Prêmio de Adigueya              | Igor Boev           |
| 20 de abril  | UCI Europe Tour de 2013-2014 | 5.ª etapa do Grande Prêmio de Adigueya              | Igor Boev           |
| 20 de abril  | UCI Europe Tour de 2013-2014 | Grande Prêmio de Adigueya                           | Ilnur Zakarin       |
| 1 de maio    | UCI Europe Tour de 2013-2014 | Mayor Cup                                           | Serguéi Lagutín     |
| 2 de maio    | UCI Europe Tour de 2013-2014 | Memorial Oleg Dyachenko                             | Andrey Solomennikov |
| 3 de maio    | UCI Europe Tour de 2013-2014 | Grande Prêmio de Moscovo                            | Leonid Krasnov      |
| 7 de maio    | UCI Europe Tour de 2013-2014 | 2.ª etapa dos Cinco Anéis de Moscovo                | Igor Boev           |
| 8 de maio    | UCI Europe Tour de 2013-2014 | 3.ª etapa dos Cinco Anéis de Moscovo                | Serguéi Lagutín     |
| 9 de maio    | UCI Europe Tour de 2013-2014 | 4.ª etapa dos Cinco Anéis de Moscovo                | Igor Boev           |
| 9 de maio    | UCI Europe Tour de 2013-2014 | Cinco Anéis de Moscovo                              | Andrey Solomennikov |
| 11 de maio   | UCI Europe Tour de 2013-2014 | Tour do Azerbaijão                                  | Ilnur Zakarin       |
| 11 de junho  | UCI Europe Tour de 2013-2014 | 1.ª etapa do Grande Prêmio Udmurtskaya Pravda (CRI) | Timofey Kritskiy    |
| 14 de junho  | UCI Europe Tour de 2013-2014 | 4.ª etapa do Grande Prêmio Udmurtskaya Pravda       | Arthur Ershov       |
| 15 de junho  | UCI Europe Tour de 2013-2014 | 5.ª etapa do Grande Prêmio Udmurtskaya Pravda       | Arthur Ershov       |
| 15 de junho  | UCI Europe Tour de 2013-2014 | Grande Prêmio Udmurtskaya Pravda                    | Arthur Ershov       |
| 12 de julho  | UCI Asia Tour de 2013-2014   | 7.ª etapa da Volta ao Lago Qinghai                  | Timofey Kritskiy    |
| 21 de agosto | UCI Europe Tour de 2013-2014 | 2.ª etapa do Baltic Chain Tour                      | Ivan Balykin        |
| 3 de outubro | UCI Europe Tour de 2013-2014 | 2.ª etapa do Tour do Cáucaso                        | Igor Boev           |
| 5 de outubro | UCI Europe Tour de 2013-2014 | 4.ª etapa do Tour do Cáucaso                        | Sergéi Firsánov     |
| 6 de outubro | UCI Europe Tour de 2013-2014 | Tour do Cáucaso                                     | Sergéi Firsánov     |

### 2015

#### Circuitos Continentais da UCI
| Datas       | Circuito                | Carreiras                                 | Ganhador            |
| 18 de março | UCI Europe Tour de 2015 | Grande Prêmio de Sochi Maior              | Sergéi Firsánov     |
| 22 de março | UCI Europe Tour de 2015 | 4.ª etapa do Grande Prêmio de Sochi (CRI) | Alexander Foliforov |
| 22 de março | UCI Europe Tour de 2015 | Grande Prêmio de Sochi                    | Alexander Foliforov |
| 1 de abril  | UCI Europe Tour de 2015 | Krasnodar-Anapa                           | Andrey Solomennikov |
| 5 de abril  | UCI Europe Tour de 2015 | 3.ª etapa do Tour de Kuban                | Roman Maikin        |
| 15 de abril | UCI Europe Tour de 2015 | Maykop-Ulyap-Maykop                       | Ivan Balykin        |
| 18 de abril | UCI Europe Tour de 2015 | 2.ª etapa do Grande Prêmio de Adigueya    | Sergéi Firsánov     |
| 19 de abril | UCI Europe Tour de 2015 | Grande Prêmio de Adigueya                 | Sergéi Firsánov     |
| 10 de maio  | UCI Europe Tour de 2015 | 5.ª etapa do Tour do Azerbaijão           | Sergéi Firsánov     |
| 18 de junho | UCI Europe Tour de 2015 | 1.ª etapa da Volta à Sérvia               | Ivan Savitskiy      |
| 18 de junho | UCI Europe Tour de 2015 | 1.ª etapa da Volta à Eslovénia (CRI)      | Artem Ovechkin      |
| 19 de junho | UCI Europe Tour de 2015 | 2.ª etapa da Volta à Sérvia               | Ivan Savitskiy      |
| 21 de junho | UCI Europe Tour de 2015 | 4.ª etapa da Volta à Sérvia               | Ivan Savitskiy      |
| 21 de junho | UCI Europe Tour de 2015 | Volta à Sérvia                            | Ivan Savitskiy      |
| 8 de julho  | UCI Asia Tour de 2015   | 4.ª etapa da Volta ao Lago Qinghai        | Ivan Savitskiy      |

#### Campeonatos nacionais
| Datas       | Carreiras                                 | Ganhador       |
| 26 de junho | Campeonato da Rússia Contrarrelógio (CRI) | Artem Ovechkin |

## Gazprom-RusVelo

### 2016

#### UCI WorldTour
| Datas      | Carreiras                         | Ganhador            |
| 22 de maio | 15.ª etapa do Giro d'Italia (CRI) | Alexander Foliforov |

#### Circuitos Continentais da UCI
| Datas        | Circuito                | Carreiras                                     | Ganhador        |
| 24 de março  | UCI Europe Tour de 2016 | 1.ªb etapa da Settimana Coppi e Bartali (CRE) | Gazprom-RusVelo |
| 25 de março  | UCI Europe Tour de 2016 | 2.ª etapa da Settimana Coppi e Bartali        | Sergéi Firsánov |
| 27 de março  | UCI Europe Tour de 2016 | Settimana Coppi e Bartali                     | Sergéi Firsánov |
| 17 de abril  | UCI Europe Tour de 2016 | Giro dos Apeninos                             | Sergéi Firsánov |
| 28 de maio   | UCI Europe Tour de 2016 | 2.ª etapa do Tour da Estónia                  | Roman Maikin    |
| 17 de agosto | UCI Europe Tour de 2016 | 2.ª etapa do Tour de Limusino                 | Roman Maikin    |

### 2017

#### Circuitos Continentais da UCI
| Datas       | Circuito                | Carreiras                       | Ganhador       |
| 11 de junho | UCI Europe Tour de 2017 | 4.ª etapa do Tour da Eslováquia | Ivan Savitskiy |

#### Campeonatos nacionais
| Datas       | Carreiras                       | Ganhador         |
| 25 de junho | Campeonato da Rússia em Estrada | Alexander Porsev |

### 2018

#### Circuitos Continentais da UCI
| Datas       | Circuito                | Carreiras                                     | Ganhador         |
| 30 de abril | UCI Europe Tour de 2018 | 2.ª etapa da Toscana Terra di Ciclismo Eroica | Aleksandr Vlasov |
| 16 de junho | UCI Europe Tour de 2018 | Giro Ciclistico d'Itália                      | Aleksandr Vlasov |

#### Campeonatos nacionais
| Datas      | Carreiras                       | Ganhador   |
| 1 de julho | Campeonato da Rússia em Estrada | Ivan Rovny |

### 2019

#### Circuitos Continentais da UCI
| Datas       | Circuito                | Carreiras                    | Ganhador         |
| 12 de julho | UCI Europe Tour de 2019 | 6.ª etapa da Volta à Áustria | Aleksandr Vlasov |

#### Campeonatos nacionais
| Datas       | Carreiras                       | Ganhador         |
| 30 de junho | Campeonato da Rússia em Estrada | Aleksandr Vlasov |